# Portunus pelagicus
El cangrejo nadador azul (Portunus pelagicus) es una especie de crustáceo decápodo de la familia Portunidae. Es un cangrejo grande que se encuentra en los estuarios intermareales alrededor de la mayor parte de Australia y al este de Nueva Caledonia. Es la especie tipo de su familia y género.

## Origen del nombre
Portunus viene del latín y quiere decir "Portuno", que era, en la mitología romana, el dios de las llaves y puertas y de la ganadería, así como el protector de los almacenes de grano. Probablemente por la asociación entre la palabra porta ('puerta') y portus ('puerto'), la 'puerta de entrada' a la mar, Portuno más tarde se combinó con el dios Palemón y se convirtió en un dios principalmente de las puertas y los puertos, y pelagicus también deriva del latín y significa "pelágico", por su costumbre de habitar en los piélagos.

## Descripción
Los machos son de color azul brillante con manchas blancas y con quelas característicamente largas, mientras que las hembras tienen una tonalidad más apagada, con un caparazón más redondeado. El caparazón puede medir hasta 20 centímetros de ancho.

## Comportamiento

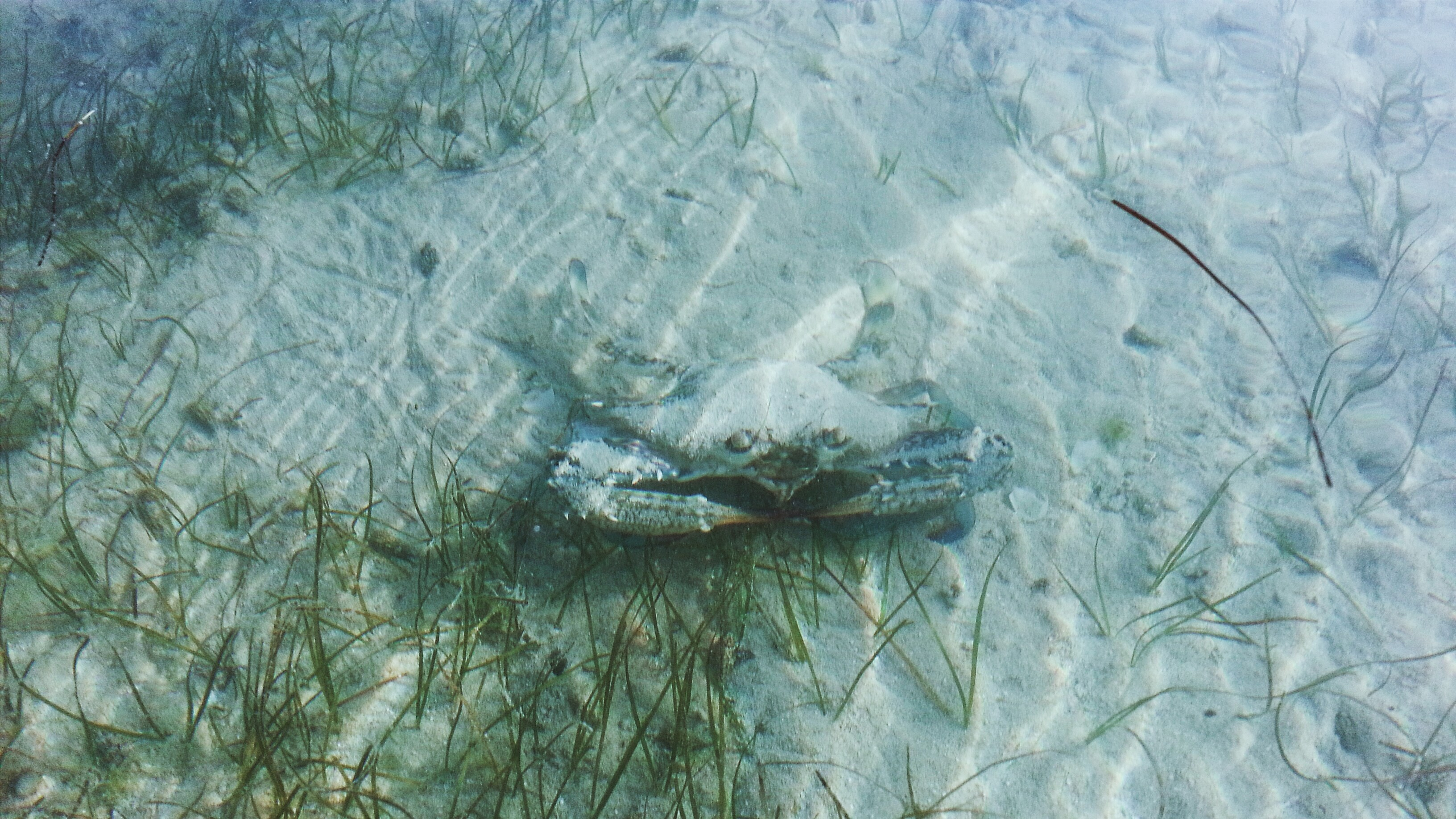
Ejemplar de Portunus pelagicus alimentándose, Qatif, Arabia Saudita.

Estos cangrejos permanecen enterrados bajo arena o barro la mayor parte del tiempo, particularmente durante el día y el invierno, lo que puede explicar su alta tolerancia al amonio y al amoníaco. Salen a alimentarse durante la marea alta de diversos organismos como bivalvos, peces y, en menor medida, macroalgas. Son excelentes nadadores, en gran parte debido a un par de patas aplanadas que se asemejan a remos. Sin embargo, a diferencia de otro cangrejo portúnido (Scylla serrata), no pueden sobrevivir durante largos períodos fuera del agua.

## Ecología

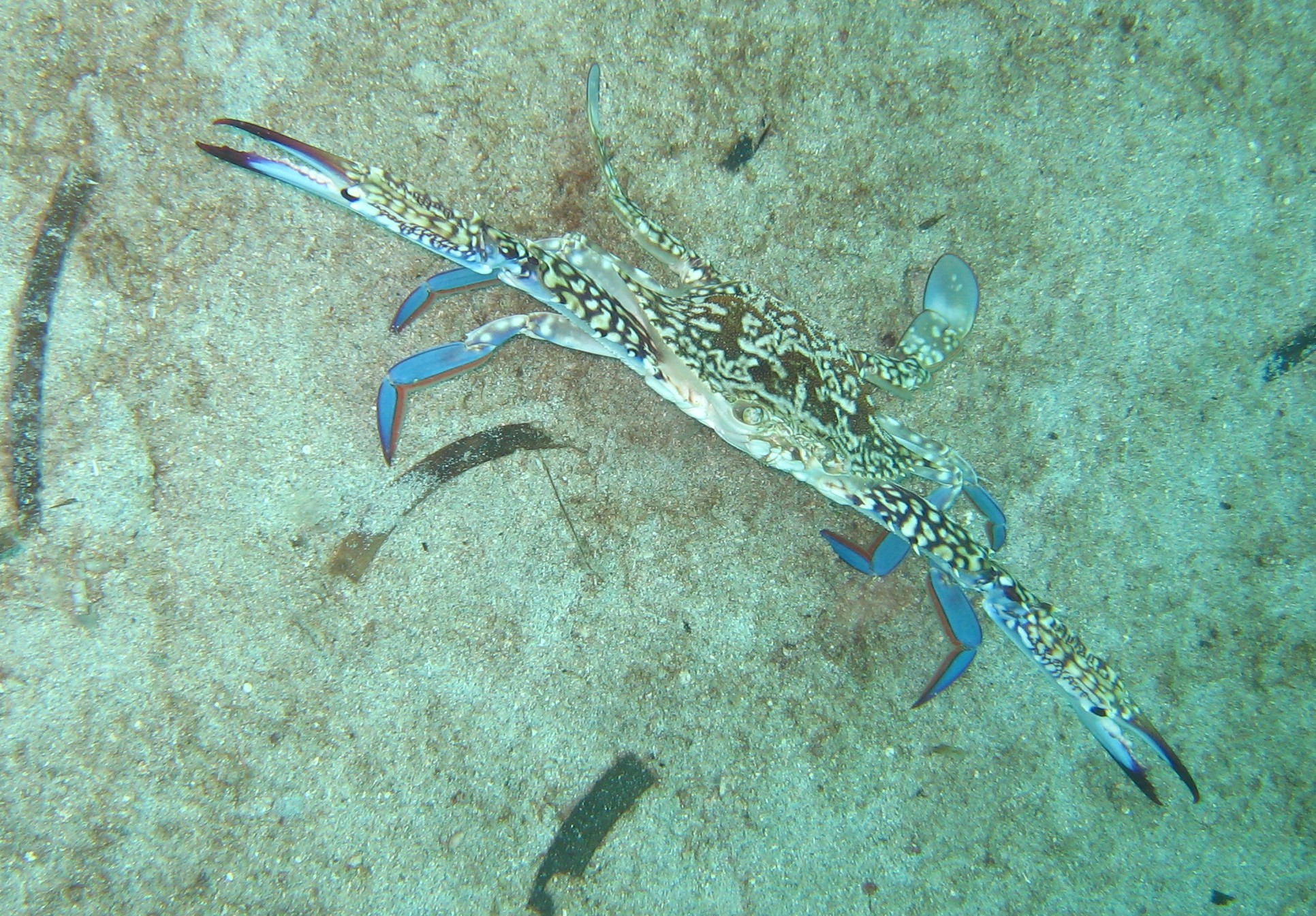
Los cangrejos machos pueden ser territoriales.

Comúnmente ingresa a los estuarios en busca de alimento y refugio. Su ciclo de vida depende de los estuarios, ya que las larvas y los juveniles tempranos utilizan estos hábitats para su crecimiento y desarrollo. Antes de la eclosión, la hembra se traslada a hábitats marinos poco profundos, libera sus huevos y las larvas zoea I recién nacidas se trasladan a los estuarios. Durante este tiempo se alimentan de plancton microscópico y progresan desde el estadio zoea I al estadio zoea IV (aproximadamente 8 días) y luego al estadio larval final de megalopa (duración de 4 a 6 días). Este estadio larvario se caracteriza por tener grandes quelípedos que sirven para atrapar presas. Una vez que la megalopa se metamorfosea a la etapa de cangrejo, continúa pasando tiempo en los estuarios, lo que proporciona un hábitat adecuado para refugio y alimento. Sin embargo, la evidencia ha demostrado que los juveniles tempranos no pueden tolerar salinidades bajas durante períodos prolongados, lo que probablemente se deba a sus débiles capacidades de hiper-osmorregulación. Esto puede explicar su emigración masiva de los estuarios al agua de mar durante la temporada de lluvias. Se cree que los machos se vuelven más territoriales en aguas más frías. Esto puede explicar por qué los cangrejos machos rara vez se ven muy cerca unos de otros en aguas más templadas; también puede explicar por qué las hembras parecen más prolíficas en estas áreas.

## Captura y consumo humano
La especie es comercialmente importante en todo el Indo-Pacífico, donde pueden venderse como cangrejos tradicionales de caparazón blando, que se consideran un manjar en toda Asia. La especie es muy apreciada ya que la carne es casi tan dulce como la del cangrejo azul Callinectes sapidus. Esta especie se pesca mucho y casi exclusivamente para el consumo de carne en el Golfo Pérsico y las hembras se venden a precios más altos que los machos.
Estas características, junto con su rápido crecimiento, facilidad de larvicultura, alta fecundidad y tolerancia relativamente alta tanto al nitrato como al amoníaco, (particularmente nitrógeno amoniacal, que es típicamente más tóxico que amonio, ya que puede difundirse más fácilmente a través de las membranas branquiales), hace que esta especie sea ideal para la acuicultura.
La especie se pesca comercialmente en Australia y también está disponible para pescadores recreativos y está regulada por varios gobiernos estatales.